# Ровенка
Ро́венка (до 1945 року — Кирк, крим. Qırq) — село Феодосійського району Автономної Республіки Крим. Розташоване на півночі району.